# Конвой QP 4
Конвой QP 4 (англ. Convoy QP 4) — зворотній арктичний конвой транспортних і допоміжних суден у кількості 11 одиниць, який у супроводженні союзних кораблів ескорту здійснив перехід від радянського порту Архангельськ до берегів Ісландії. 29 грудня 1941 року конвой з 13 транспортних суден вийшов з Архангельська, втім два судна були змушені повернутися до порту і пізніше приєдналися до конвою QP 5. 9 січня ескорт залишив конвой. 15 січня 1942 року транспорти без втрат прибули у Сейдісфіордюр в Ісландії.

## Кораблі та судна конвою QP 4

### Транспортні судна
Позначення
| Назва               | Прапор          | Тоннаж (GRT) | Прим.                      |
| ------------------- | --------------- | ------------ | -------------------------- |
| Briarwood (1930)    | Велика Британія | 4 019        |                            |
| Cape Corso (1929)   | Велика Британія | 3 807        |                            |
| Cape Race (1930)    | Велика Британія | 3 807        |                            |
| Cocle (1920)        | Панама          | 5 630        |                            |
| Dan-y-Bryn (1940)   | Велика Британія | 5 117        |                            |
| El Capitan (1917)   | Панама          | 5 255        | судно командора конвою     |
| El Mirlo (1930)     | Велика Британія | 8 092        |                            |
| Eulima (1937)       | Велика Британія | 6 207        | повернулося до порту       |
| San Ambrosio (1935) | Велика Британія | 7 410        | повернулося до порту       |
| «Сухона» (1918)     | СРСР            | 3 214        |                            |
| Trehata (1928)      | Велика Британія | 4 817        |                            |
| Trekieve (1919)     | Велика Британія | 5 244        | судно віцекомандора конвою |
| Wanstead (1928)     | Велика Британія | 5 486        |                            |

### Кораблі ескорту
| Назва                         | Прапор                                  | Тип корабля                       | Прим.               |
| ----------------------------- | --------------------------------------- | --------------------------------- | ------------------- |
| Ближній та океанський ескорти |                                         |                                   |                     |
| «Брамбл»                      | Військово-морські сили Великої Британії | тральщик типу «Гальсіон»          | 29 грудня — 5 січня |
| HMS Bute                      | Військово-морські сили Великої Британії | протичовновий траулер             | 29 грудня — 9 січня |
| «Еко»                         | Військово-морські сили Великої Британії | Ескадрений міноносець типу «E»    | 5-9 січня           |
| «Единбург»                    | Військово-морські сили Великої Британії | легкий крейсер типу «Таун» (1936) | 5-9 січня           |
| «Ескапейд»                    | Військово-морські сили Великої Британії | ескадрений міноносець типу «E»    | 5-9 січня           |
| «Гебе»                        | Військово-морські сили Великої Британії | тральщик типу «Гальсіон»          | 29 грудня — 5 січня |
| «Леда»                        | Військово-морські сили Великої Британії | тральщик типу «Гальсіон»          | 29 грудня — 9 січня |
| «Сігал»                       | Військово-морські сили Великої Британії | тральщик типу «Гальсіон»          | 29 грудня — 9 січня |
| «Спіді»                       | Військово-морські сили Великої Британії | тральщик типу «Гальсіон»          | 29 грудня — 9 січня |
| HMS Stella Capella            | Військово-морські сили Великої Британії | протичовновий траулер             | 29 грудня — 9 січня |